# Marienkirche (Mehala)

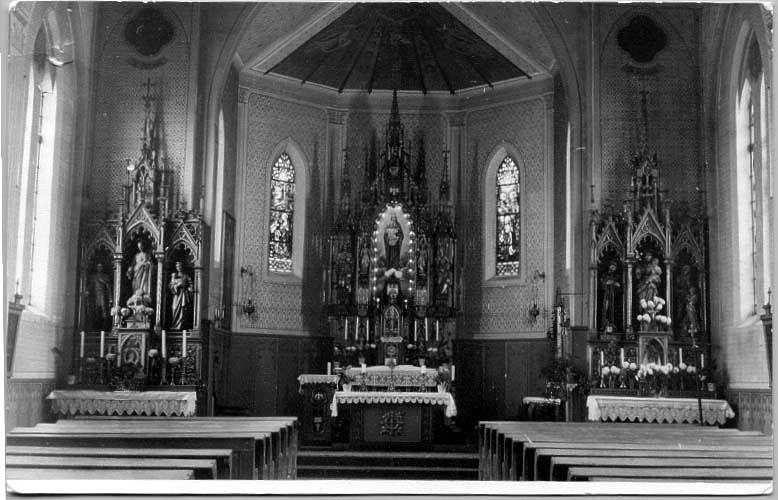
Altar der Marienkirche, 1976

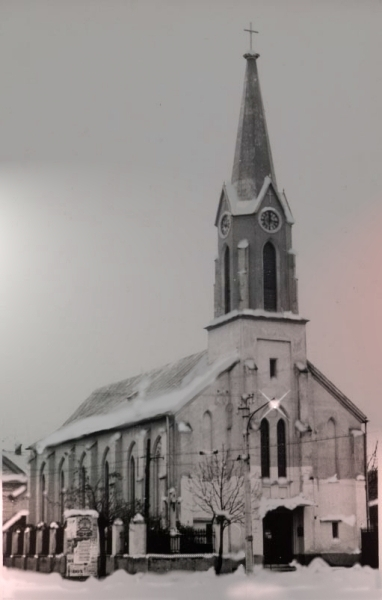
Marienkirche, 1960

Die Marienkirche (rumänisch Biserica Parohială „Sfântul Nume al Sfintei Fecioare Maria“) ist eine römisch-katholische Kirche in der Mehala, dem V. Bezirk der Stadt Timișoara (deutsch Temeswar) im westlichen Rumänien.

## Geschichte
Die katholischen Gläubigen der Mehala wurden ursprünglich von der Pfarrei in der Temeswarer Festung betreut. Im September 1887 wurde auf der Westseite der heutigen Piața Avram Iancu die Marienkirche errichtet. 1896 wurde die Mehalaer Pfarrei von den Salvatorianern übernommen.
Der Josefstädter Eduard Reiter (* unbekannt; † 10. August 1908 in Temeswar) war der Baumeister der Kirche, die am 12. September 1887 dem Patronat der Seligen Jungfrau Maria anvertraut wurde. Der Südtiroler Ferdinand Stuflesser fertigte den Hochaltar und die beiden Nebenaltäre in seiner Werkstatt an. Das Gemälde des Hochaltars stellt die Gottesmutter mit dem Jesuskind dar.
Die zwei Glasfenster neben dem Hauptaltar zeigen rechts die Krönung Mariens und links die Verkündigung des Herrn und wurden 1928 im Münchner Atelier der Firma Mayer angefertigt. 1937 kamen zwei weitere Glasfenster, ebenfalls aus München, von der Firma Müller hinzu. Wegen starker Beschädigung wurde es 1975 von dem Elisabethstädter Maler Georg Boicean, einem Schüler des Temeswarer Malers Julius Podlipny, von Grund auf erneuert. Die Bilder der zwölf Apostel im Kirchenschiff wurden von dem Neu-Arader Géza Ulrich geschaffen.
Die vier Glocken wurden 1921 in der Arader Glockengießerei König gegossen. 1923 fand ein Umbau an der Kirche statt, nachdem sie im September 1923 zur Marienkirche geweiht wurde. 1983 wurde das Gotteshaus von außen und 1987 von innen renoviert. Bei der Renovierung des Inneren wurde die Kirche vom Malermeister Jakob Hahn jun. ausgemalt.

### Orgel
Der Temeswarer Orgelbauer Carl Leopold Wegenstein fertigte 1902/03 die pneumatische Orgel mit sieben Registern als Opus 48. Es ist eine Kleinorgel, wie sie Wegenstein für viele kleinere Kirchen des Banats erbaut hat, durch die Super- und Suboktavkoppeln konnte aber der Klang verstärkt werden. Die Firmenaufschriften sind in ungarischer Sprache: Wegenstein C. L. Temesvár. An dieser Orgel wirkten unter anderem die Kantoren Karl Reiter (1922–1950) und Otto Vargha (1950–1983), die auch mit Gedenktafeln geehrt wurden.
Disposition der Orgel:
| Manual C–f3   |    |
| Principal     | 8′ |
| Bordun        | 8′ |
| Salicional    | 8′ |
| Gamba         | 8′ |
| Octav         | 4′ |
| Födött fuvola | 4′ |

| Pedal C–h |     |
| Subbass   | 16′ |

### Kirche in Ronaț
Zu der Mehalaer Pfarrei gehört auch die kleine Kirche der Heiligen Dreifaltigkeit in der Eisenbahner-Kolonie Ronaț.